# Balin (halfaj)
A balin (Leuciscus aspius korábban, Aspius aspius) a sugarasúszójú halak (Actinopterygii) osztályának pontyalakúak (Cypriniformes) rendjébe, ezen belül a pontyfélék (Cyprinidae) családjába tartozó faj. Egyéb nevei: fenekeszeg, kapókeszeg, őnhal, ragadozó őn, villámkeszeg.

## Előfordulása
Európa és Ázsia nagyobb folyóiban, például a Volgán, csatornákban és állóvizekben honos. Nyílt vizekben csapatosan él.
A balin valamennyi nagyobb folyó, illetve állóvizünkben megtalálható (Duna, Tisza, Körösök, Balaton, Velencei-tó, Tisza-tó). Nyílt vízi ragadozó hal, zsákmányát a felszín közelében ragadja meg. Folyókban kedveli az erősebb áramlású részeket, kőruganyok, kőgátak sodrását, illetve duzzasztóművek oxigénben dús alvizét. Tavakban elsősorban a nyílt vízen tartózkodik, innen rabol a nádtisztásokon bandázó kishalakra. Sokszor csapatokban vadászik, egy nagyobb balincsapat bekerítve ront rá a kishalakra.

## Megjelenése

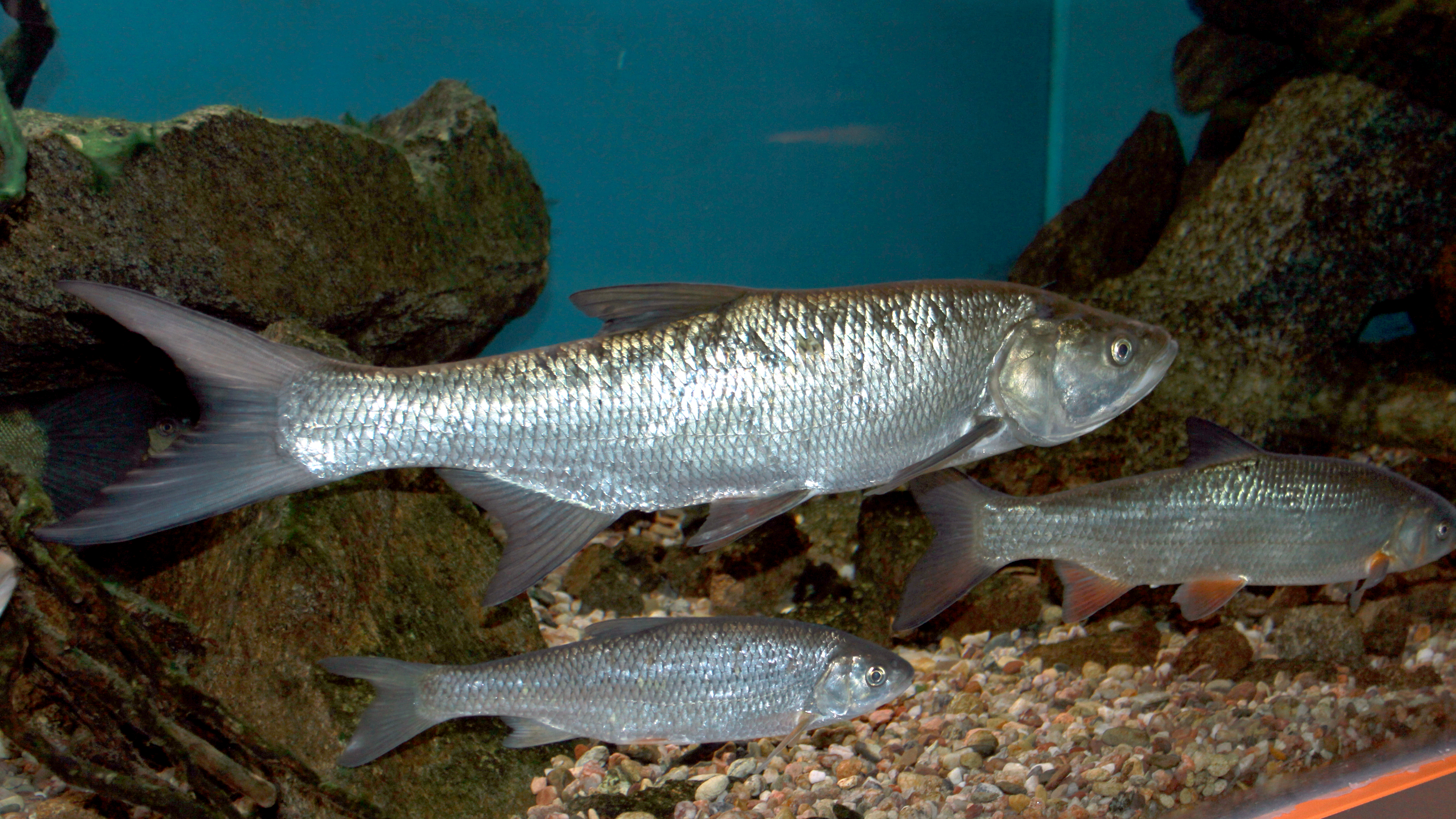
Balin a Vízalatti Moldva című prágai kiállításon

Teste torpedó alakú, áramvonalas. Színe, hátoldalon grafitszürke, oldalán ezüstösen csillogó, hasa fehér. Teste kissé síkos, bőrét apró pikkelyek fedik. Úszói erőteljesek, nagyok, főleg a farok úszó, amely e vízben a gyors haladást teszi lehetővé színük palaszürke. A hátúszója nagy első sugara kemény, ha a balin a felszín közelében úszik, gyakran kilátszik a hátúszó hegye a vízből, mintegy barázdát húzva. Innen lehet tudni, hogy a balin a felszín közelében vadászik. Feje nagy, szájnyílása csúcsba nyíló, mélyen bevágott, alsó ajka kampósan végződik. Mivel fogai nincsenek, áldozatát egyetlen szippantással nyeli el, sőt előfordul, hogy a balin az orrával kiüti a vízből a kishalat, s mikor az bódultan visszaesik, akkor kapja el. Érzékszervei rendkívül fejlettek, oldalvonala kitűnően érzékeli a vízben a rezgéseket, szeme nagy szemgyűrűje citromsárga.
Testhossza az 55-120 centimétert is elérheti. A legnagyobb kifogott példány testtömege eddig 11 kilogramm volt.

## Életmódja
Az ikrából kikelt ivadék az első napokban planktonikus szervezeteket fogyaszt, később áttér az alsórendű rákokra (Diatoma, Gammarus pulex, Daphnia). Ezután főleg vízre pottyanó rovarok és kisebb halivadékok szerepelnek étlapján, csak később tér át a ragadozó életmódra. Kis halakra, elsősorban küszökre vadászik, de a kifejlett példányok ragadozó mivoltuk ellenére szívesen fogyasztják a vízbe eső rovarokat és lepkéket is. Főleg tiszavirágzáskor figyelhetünk meg nagy balincsapatokat, amint a víz felett repülő kérészt kapkodják.

## Szaporodása
3-4 éves korában válik ivaréretté. Márciusban kezdi az ívást. Sóder- vagy homokpadokra, esetenként gyökerekre rakja 300-400 000 ragadós ikráját.